# میخائیل پتروف
میخائیل پتروف (بلغاری: Михаил Петров Петров؛ ۶ ژانویهٔ ۱۹۶۵ – ۱۹۹۳) وزنه‌بردار اهل بلغارستان بود.
وی در مسابقات کشوری و بین‌المللی در مجموع برندهٔ ۱۳ مدال طلا، ۴ مدال نقره شده‌است.